# Xanthophenax rufus
Xanthophenax rufus är en stekelart som först beskrevs av Cameron 1906.  Xanthophenax rufus ingår i släktet Xanthophenax och familjen brokparasitsteklar. Inga underarter finns listade i Catalogue of Life.